# Quarante

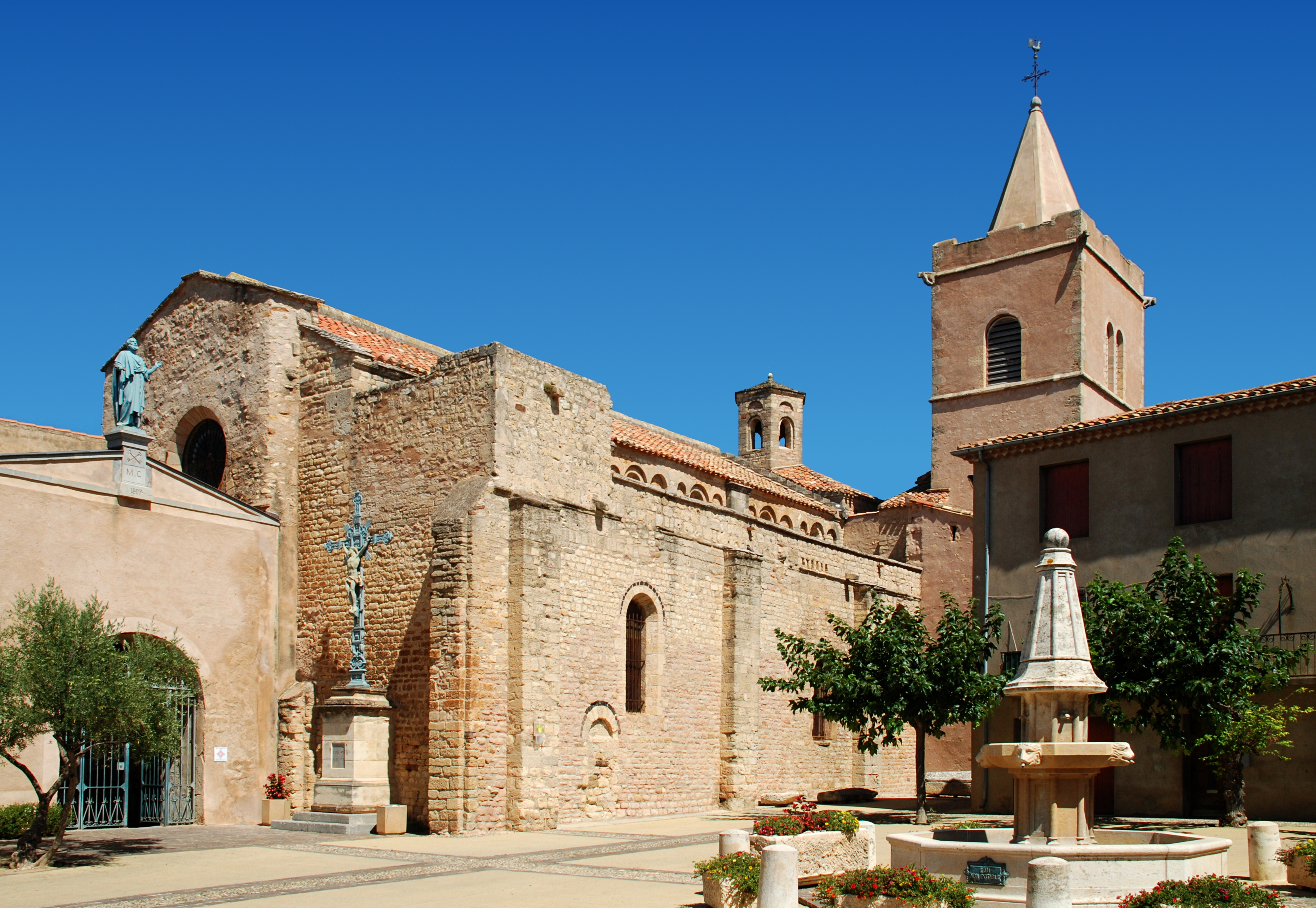
Sainte-Marie

Quarante är en kommun i departementet Hérault i regionen Occitanien i södra Frankrike. Kommunen ligger i kantonen Capestang som tillhör arrondissementet Béziers. År 2022 hade Quarante 1 788 invånare.

## Befolkningsutveckling
Antalet invånare i kommunen Quarante
Referens:INSEE